# Geiswiller
Geiswiller (en alsacià Gäiswiller) és un antic municipi i actual municipi delegat francès, situat a la regió del Gran Est, al departament del Baix Rin. L'any 1999 tenia 190 habitants.
A finals del 2017 es va unir al municipi de Zœbersdorf per crear el nou municipi de Geiswiller-Zœbersdorf.

## Demografia
| 1962 | 1968 | 1975 | 1982 | 1990 | 1999 |
| ---- | ---- | ---- | ---- | ---- | ---- |
| 180  | 187  | 161  | 168  | 166  | 190  |

## Administració
| Període | Identitat    | Partit |
| ------- | ------------ | ------ |
| 2001-   | Georges Beck |        |